# Botanophila densispinula
Botanophila densispinula är en tvåvingeart som beskrevs av Xue och Song 2007. Botanophila densispinula ingår i släktet Botanophila och familjen blomsterflugor. Inga underarter finns listade i Catalogue of Life.